# Єкішек
Єкіше́к (каз. Екіішек) — село у складі Железинського району Павлодарської області Казахстану. Входить до складу Казахстанського сільського округу.
Населення — 126 осіб (2021; 167 у 2009, 251 у 1999, 283 у 1989).
Національний склад станом на 1989 рік:
- казахи — 100 %.